# Vojna zvezd: Epizoda IV – Novo upanje
Vojna zvezd: Epizoda IV - Novo upanje (tudi le Vojna zvezd, angleško Star Wars: Episode IV – A New Hope oz. le Star Wars) je ameriški epski znanstvenofantastični film tipa vesoljska opera, ki ga je režiral in zanj napisal scenarij George Lucas, produciralo ga je njegovo podjetje Lucasfilm, distribuiral pa 20th Century Fox. V glavnih vlogah nastopajo Mark Hamill, Harrison Ford, Carrie Fisher, Peter Cushing, Alec Guinness, David Prowse, James Earl Jones, Anthony Daniels, Kenny Baker in Peter Mayhew. To je prvi film iz prve trilogije Vojna zvezd in prvi posnet film franšize, čeprav je kronološko četrta epizoda »Sage o Skywalkerjih«. 
Lucas si je zamislil znanstvenofantastični film po zgledu Flasha Gordona že v času snemanja svoje prvega filma THX 1138 (1971), na njen pa je resneje začel delati po dokončanju filma Ameriški grafiti (1973). Zgodba prikazuje življenjsko pot Luka Skywalkerja (Hamill), ki poskuša s Hanom Solom (Ford) in Obi-Wanom Kenobijem (Guinness) rešiti vodjo upora princeso Leio (Fisher) iz ujetništva Galaktičnega imperija in rok Dartha Vaderja (Prowse, glas Jones). Uporniki poskušajo uničiti Zvezdo smrti, orožje imperija za uničevanje planetov.  
Film je bil premierno prikazan 25. maja 1977 v omejenem številu ameriških kinematografov in hitro postal uspešnica, zato je bil kmalu na sporedu velikega števila kinematografov. Naletel je na dobre ocene kritikov, ki so posebej izpostavljali prelomno uporabo posebnih učinkov. Ob tem so pohvalili še glasbeno podlago, akcijske prizore, karakterizacijo in igro vseh igralcev, posebej Guinnessa. Z zaslužkom 775 milijonov USD je prehitel film Žrelo (1975) kot najdonosnejši film vseh časov, kar je ostal do filma E. T. - Vesoljček (1982). Ob upoštevanju inflacije je film drugi najdonosnejši v Severni Ameriki za filmom V vrtincu (1939) in četrti najdonosnejši film na svetu. Nominiran je bil za oskarja v desetih kategorijah, nagrajen pa s sedmimi. Leta 1989 ga je ameriška Kongresna knjižnica med prvimi izbrala za ohranitev v okviru Narodnega filmskega registra zavoljo njegove »kulturne, zgodovinske ali estetske vrednosti«. Tedaj je bil najnovejši film v registru in edini iz 1970-tih. Leta 2004 je bila filmska glasba dodana v Narodni register posnetkov. Danes velja za enega najpomembnejših v filmski zgodovini. 
Film je bil z Lucasovo privolitvijo večkrat ponovno izdan, ob dvajsetletnici z več popravki računalniških učinkov, dialogov, ponovno posnetih prizorov, glasbene podlage in novimi prizori. Zagnal je industrijo s filmom povezanih produktov, tudi romanov, stripov, videoiger, atrakcij zabaviščnih parkov ter igrač, iger, oblačil in drugega. Filmu sta sledili dve finančno in pri kritikih dobro sprejeti nadaljevanji, Imperij vrača udarec (1980) in Vrnitev jedija (1983), kasneje pa še dve trilogiji, dva omnibusa in več televizijskih serij.

## Zgodba
Galaksija je v vojni. Uporniški vohuni so ukradli načrte za gradnjo Zvezde smrti, vesoljske postaje v velikosti lune z zmožnostjo uničenja celotnih planetov, ki si jo lasti Galaktični imperij. Princesa Leia, ki je skrivaj ena izmed voditeljev Upora, dobi načrte, vendar njeno vesoljsko ladjo ujame imperijski Zvezdni uničevalec pod vodstvom neusmiljenega Sitha Dartha Vaderja. Leia pred ujetjem skrije načrte v spomin droida R2-D2, ki skupaj s protokolnim droidom C-3PO v zadnjem trenuku pred zajetjem pobege. Droida se znajdeta na puščavnem planetu Tatooine.
Droida ujamejo Jawe in ju prodajo kmetoma Ownu in Beri Lars ter njunemu nečaku Luku Skywalkerju. Ko Luke čisti R2-D2-ja, po nesreči sproži del Leinega holografskega posnetka, v katerem ona prosi za pomoč Obi-Wan Kenobija. Edini Kenobi, ki ga Luke pozna, je »Stari Ben«, star puščavnik. Luke vpraša strica, če morda kaj ve o Kenobiju, vedar stric vprašanje enostavno ignorira. Naslednje jutro Luke med iskanjem pobeglega R2-D2-ja sreča Starega Bena. Ben, ki razkrije, da mu je v resnici ime Obi-Wan, Luku pove o časih, ko je bil sam še eden izmed Jedijskih vitezov Galaktične republike. Luke izve o tako imenovani Sili in o svojem očetu, ki je bil prav tako Jedijski vitez, dokler ga ni Vader, Obi-Wanov bivši vajenec, ki je zašel na temno stran Sile, ubil. Obi-Wan Luku podari očetovo staro orožje, laserski meč.
R2-D2 Obi-Wanu pokaže Leino sporočilo, v katerem ga prosi, naj načrte za izgradnjo Zvezde smrti odnese na njen domači planet Alderaan in jih preda njenemu očetu v analizo. Obi-Wan povabi Luka na potovanje do Alderaana in učenje o Sili, vendar Luke zavrne, rekoč, da ga teta in stric potrebujeta. Ko se vrneta domov odkrijeta, da so Imperijski jurišniki ubili teto in strica ter uničili farmo med iskanjem droidov, zato Luku ne preostane drugega, kot da sprejme Obi-Wanov predlog. Potujeta do kantine v Mos Eisleyju, kjer srečata tihotapca Hana Sola in njegovega kopilota, Wookieja Chewbacco. Po pogajanju Hana prestreže lovec na glave Greedo, ki ga opomni na neporavnane račune z lokalnim mafijcem Huttom Jabbo. Han ubije Greeda in se skupaj z Lukom, Obi-Wanom, R2-D2-jem, C-3PO-jem in Chewbacco vkrca na svojo ladjo Millennium Falcon.
Poveljnik Zvezde smrti Grand Moff Tarkin ukaže uničenje Alderaana s superlaserjem, orožjem Zvezde smrti, kot prikaz Imperijske moči. Falconova posadka odkrije ostanke Alderaana, nato pa jih Zvezda smrti ujame z vlečnim žarkom. Obi-Wan odide onesposobit vlečni žarek in omogočit pobeg, Luke pa ugotovi, da je Leia ujeta na Zvezdi smrti in jo čaka usmrtitev. Skupaj s Hanom in Chewbacco jo rešijo, Obi-Wan pa se žrtvuje v dvoboju z Vaderjem ter omogoči ostalim pobeg. Posadka pobegne s Falconom, napadejo jih štirje TIE fighterju, vendar jih hitro uničijo. Imperij s pomočjo skritega sledilnika, nameščenega na Falconu, sledi upornikom do skrivne baze na Yavinu 4.
Leini načrti pokažejo, da je Zvezdo smrti mogoče uničiti z točnim zadetkom v dva metra širok temnični jašek, ki vodi do reaktorja, kar sproži verižno reakcijo in vodi do eksplozije. Luke se pridruži uporniškemu napadalnemu eskadronu v napadu na bližajočo se Zvezdo smrti, medtem ko Han dobi denarno nagrado in se odpravi k Jabbi, da bi poplačal svoje dolgove. V bitki uporniki utrpijo hude izgube v več zaporednih napadih. Vader vodi eskadron TIE fighterjev in napade Lukov X-krilec, vedar se v tem trenutku bitki pridruži Han, ki uniči TIE fighterje in poškoduje Vaderjevo ladjo. Lukov izstrelilni merilni sistem ni dovolj natančen, da bi zadel dvometersko tarčo, vendar Luka vodi Obi-Wanov duh. Luke izključi sistem in pod vodstvom Sile ročno izstreli dva protonska torpeda v jašek. Zvezda smrti eksplodira, ravno preden bi lahko uničila uporniško bazo. Na Yavinu Luke in Han prejmeta nagrado za herojstvo.

## Vloge
- Mark Hamill kot Luke Skywalker
- Harrison Ford kot Han Solo
- Carrie Fisher kot princesa Leia
- Peter Cushing kot Grand Moff Tarkin
- Alec Guinness kot Obi-Wan »Ben« Kenobi
- Anthony Daniels kot C-3PO
- Kenny Baker kot R2-D2
- Peter Mayhew kot Chewbacca
- David Prowse kot Darth Vader
- James Earl Jones kot Darth Vader (glas)

## V Sloveniji
V Sloveniji je bil film prvič predvajan 18. avgusta 1978, v kinu Šiška. Predvajan je bil v posebni zvočni tehniki, zaradi dolžine filma pa so bile višje cene vstopnic. Distributer filma je bila sarajevska družba Kinema.
Tehniška založba Slovenije je v sodelovanju z Mladinsko knjigo 1978 izdala tudi roman Georgea Lucasa, Vojna zvezd, znanstvenofantastični roman, ki je izhajal tudi v delih v reviji Stop.